# Saul Alinsky
Saul David Alinsky (Chicago, 30 de junio de 1909 - Carmel, California, 12 de junio de 1972) fue un escritor y sociólogo estadounidense, considerado el fundador de la agrupación de organizadores de comunidad (community organizing) y el maestro a opinar de la izquierda radical estadounidense. 

## Biografía
Saul David Alinsky creció en Chicago en una familia de inmigrantes rusos, y devotos judíos. Benjamin Alinsky, su padre, y Sarah Tannenbaum Alinsky, su madre, eran, según su testimonio «estrictos ortodoxos, que consagraban toda su vida al trabajo y a la sinagoga... y me decían a menudo que era muy importante estudiar».
Estudió en el departamento de sociología de Chicago en los años 20 con profesores como Robert Ezra Park y Ernest Burgess, fundador de la Escuela de Chicago. Una de las originalidades de la sociología de esta escuela era sumergirse en la vida de los grupos estudiados. Entre sus trabajos de estudios, Saul Alinsky realizó uno sobre la mafia donde conoció a Frank Nitti, uno de los principales secuaces de Al Capone. Como joven profesional, participó en el Proyecto del Área en Chicago bajo la dirección de Clifford Shaw, siendo una de las primeras experiencias de sociología aplicada donde se atacaba a la desorganización social por la mejora de la vida social del barrio.

## Organización comunitaria
Saul Alinsky abandona rápidamente Chicago Area Project para volcarse en la organización de los habitantes en los barrios los más pobres de Chicago. Para enfrentar la desorganización social, es necesario organizar los habitantes como a Back of the Yards (el barrio donde se desarrolla La Jungla de Upton Sinclair), lo que lo devolverá célebre. La propietaria del Washington Post, Agnes E. Meyer, firmará artículos en junio de 1945 sobre la «BackYard Revolución» que aseguraron la notoriedad de Alinsky en todo el país. Introduce así la noción de poder, lo que lo devuelve precursor de los métodos de empowerment.
Según Alisnky, un activista debe empezar por superar las sospechas ante el recién llegado (especialmente si viene de fuera) y ganarse la credibilidad. Después, debe empezar con las tareas de agitación: restregar los resentimientos, airear las hostilidades y buscar las controversias. Un organizador debe atacar la apatía y estropear los patrones previos de vida comunitaria complaciente, donde a la gente le resulta fácil el aceptar una situación mala.  
La parte esencial de su visión de la sociedad es lo que cabe denominar satanismo. "Que se me perdone por tener al menos un pensamiento por el primer revolucionario de todas nuestras leyendas, mitología e historia (y quién sabe dónde empieza la historia y termina la mitología, o cual es cual), el primer radical que se rebeló contra el poder establecido y lo hizo de manera tan eficaz que pudo al menos crear su propio reino. Lucifer."
En su célebre Tratado para radicales, apelaba el enfrentamiento social como arma política de la que el poder debería servirse para ganar cuotas de poder. Su método parte de determinadas premisas: 
1 Los pobres (negros, marginados) mantienen una actitud de apatía y dependencia, que significa una represión de sentimientos como efecto de un sentimiento de impotencia, de estar inermes. Por ello es necesario movilizar esos resentimientos, exacerbarlos, pero nunca suavizarlos.
2 El proceso de exacerbar los resentimientos se realiza en base a los intereses de la propia gente empobrecida y a la determinación de necesidades sentidas.
3 El conflicto y la controversia son inevitables.
4 El poder se logra por medio de la acción directa (demostraciones "sit-ins", ocupación de lugares públicos vedados para la gente de color; huelgas; campañas de empadronamiento de votantes, manifestaciones, boicoteo).
5 Si no hay controversia los problemas no son candentes y entonces no vale la pena trabajar para organizarse.
6 No se moviliza a cantidades de personas por simple voluntarismo o altruismo. Es necesario que la organización y el programa se realice en base a intereses reales y concretos.
Su formula era la combinación de los verbos agitar, antagonizar, educar y organizar. Su manual ha sido usado como parte integrante de la ideología del Partido Demócrata, muy citado y admirado por Barack Obama.
Participa en la fundación de un gran número de organizaciones en Estados Unidos. Se inspira del sindicalismo gracias a su proximidad con el célebre sindicalista estadounidense John L. Lewis, presidente del Congress of Industrial Organizaciones. Es igualmente cercano de la Iglesia católica estadounidense y sostenido por obispos de Chicago, Mgr. Sheil y Mgr. Egan. Mantendrá una amistad con el filósofo francés Jacques Maritain.
Su método inspiró numerosas formaciones de organizadores comunitarios en Estados Unidos. Formó muchos de ellos en el IAF (Industrials Areas Foundation) que enseña de que manera un conflicto puede ser fuente de empowerment.

## Recepción en Francia
Saul Alinsky mantendrá una larga correspondencia con el filosofó francés Jacques Maritain desde el comienzo de los años 1940 hasta el comienzo de los años 1970. Saul Alinsky es entonces desconocido en Francia. Sin embargo, la recepción al seno de los medios católicos perdura ya que en 1989, un seminarista de la Misión de Francia, Thierry Quinqueton escribe un trabajo sobre Alinsky.
En 1966, Jean François Médart realiza una tesis de doctoral en Ciencias-Políticas sobre La organización comunitaria en Estados Unidos, las técnicas de animación y participación cívica en las comunidades locales. El trabajo fue publicado en 1969 por Armand Merluza, en la colección de los Cuadernos de la Fundación nacional de las ciencias políticas : Comunidad local y organización comunitaria en Estados Unidos.
El trabajo "Tratado para radicales" fue traducido en 1971 como: Manual del animador social. El libro circula en los institutos de formación de los trabajadores sociales pero se agota rápidamente. Al principio de los años 2000, vuelve a la actualidad en los centros sociales de la región Rhône Alpes se usa en cursos sobre el oficio de animador sociocultural.
En 1989, la asociación de las 3R, Renovar, Restaurar, Rehabilitar, en Chartres, pone en marcha una Organización de barrio, estructura de inserción económica, destinada a acompañar la evolución de un barrio construido en 1954, detrás del cementerio municipal. El planteamiento, inspirado de Alinsky, Deligny, Tosquelles plantea la cuestión del reconocimiento con la figura histórica de Picassiette, barrendero del cementerio, artista singular, que cubre su casa de trozos de platos, recuperados de la basura. 
Los 3R prosiguen este paso hasta la creación de los Encuentros Internacionales de Mosaico y desarrollan luego su acción sobre los barrios de hábitat social de la ciudad. Una experiencia de desarrollo social sobre un barrio ghetto contado por  su organizador , Patrick Macquaire, Le quartier Picassiette, un essai de transformation sociale à Chartres, Éd. L'Harmattan, Paris 2009.
En primavera 2010, una nueva experimentación de los métodos Alinsky está realizada en Francia en la aglomeración de Grenoble con el proyecto ECO. En enRules for Radicalsero 2012, una nueva traducción de Tratado para radicales está publicada : Ser Radical, Manuel pragmático para radicales realistas. En marzo de 2012, un coloquio sobre el « community organizing » está organizado a Vaulx-en-Velin al ENTPE. Reúne 400 activistas, investigadores y profesionales entre los cuales Marrion Orr, Mark Warren, Joan Minieri, Eric Shragge, Jane Wills, Marion Carrel, Robert Fisher, Maurice Glasman, Marie-Hélène Bacqué, Luke Bretherton, Joseph Kling, Prudencia Posner, Pierre Hamel, Jacques Donzelot, Harry Boyte, Peter Dreier y Yves Sintomer.

## Influencia política
Cuando era una estudiante apellidada Rodham, Hillary Clinton escribió una tesis sobre Saul Alinsky titulada Un análisis del modelo Alinsky con la colaboración de él mismo, aunque ella criticó sus métodos y su dogmatismo, y rechazó un trabajo propuesto por el sociólogo.
Barack Obama,  expresidente de Estados Unidos, se inspiró ideas de Alinsky utilizando el concepto de «democracia participativa» en su época de animador comunitario en Chicago así como en su campaña presidencial de 2008.
Entre sus estudiantes más conocidos se encuentran: Edward T. Chambers y César Chavez.

## Obras
- ((en inglés)) Reveille for Radicals (1946). #2.º edición 1969, Vintage Books paperback (ISBN 0-679-72112-6 ISBN 0-679-72112-6)
- ((en inglés)) John L. Lewis: Año Unauthorized Biography (1949), (ISBN 0-394-70882-2 ISBN 0-394-70882-2)
- ((en inglés)) Rules for Radicals: TIENE Pragmatic Prevalecer for Realistic Radicals (1971), Random House  (ISBN ISBN 0-394-44341-1), Vintage books paperback  (ISBN 0-394-44341-1 0-679-72113-4). Tradujo en Manual del animador social (Puntos #Político 1976) después en Para una acción directa no violenta (Puntos Umbral, 1980)
- Ser Radical (2011), Aden, Bruselas. Reedición francesa de Rules for Radicals)

## Obras sobre Saul Alinsky
- Thierry Quinqueton, Saul Alinsky, organizador y agitateur, ediciones Desclée de Brouwer, 1989 (ISBN 2-220-03062-8)
- Thierry Quinqueton, Que haría Saul Alinsky ?, ediciones Desclée de Brouwer, 2011 (ISBN 978-2-220-06315-7)
- ((en inglés)) Jerome Corsi, Saul Alinski : The Evil genius behind Obama, Paperless Publishing, 2012
- ((en inglés)) Nicholas von Hoffman, Radical : TIENE retrato of Saul Alinski, Nación Books, 2011